# Héctor Rodríguez Torres
Rodríguez  Torres est un nom espagnol. Le premier nom de famille, en général paternel, est Rodríguez ; le second, en général maternel, souvent omis, est Torres.
Pour les articles homonymes, voir Rodríguez.
Héctor Rodríguez Torres, né le 12 août 1951, est un judoka cubain évoluant dans la catégorie des moins de 63 kg (poids légers). Il est sacré champion olympique en 1976.

## Palmarès
| Année | Compétition           | Lieu     | Résultat | Catégorie      |
| ----- | --------------------- | -------- | -------- | -------------- |
| 1973  | Championnats du monde | Lausanne | 3e       | Moins de 63 kg |
| 1975  | Jeux panaméricains    | Mexico   | 2e       | Moins de 63 kg |
| 1976  | Jeux olympiques       | Montréal | 1er      | Moins de 63 kg |
| 1979  | Jeux panaméricains    | San Juan | 3e       | Moins de 65 kg |